# Фербоцна
Фербоцна, наперак или аглет (енгл. aglet), назив је за мали омотач, често израђен од пластике или метала, који се налази на сваком крају пертле. Фербоцна спречава да се влакна пертле одмотају; њена чврстоћа олакшава држање и омогућава лакше провлачење пертле кроз рупице на обући.

## Етимологија
Реч аглет (енгл. aglet) потиче од старофранцуске речи aiguillette, деминутива речи aiguille која у преводу значи игла. Сама старофранцуска реч aiguille потиче од латинске речи за иглу — acus.

## Историја
Фербоцне су првобитно биле израђиване од метала, стакла или камена, а многе су биле веома украшене. Богати људи у римско доба имали су често своје фербоцне направљене од племенитих метала попут месинга или сребра.
Пре проналаска дугмади, фербоцне су коришћене на крајевима врпци које су се користиле за везивање одеће. Понекад су се спајале у ситне фигуре. Шекспир ову врсту фигуре назива „ресастом бебом” у свом делу Укроћена горопад.
Према уреднику Хафингтон поста Џејмсу Кејву, „историја еволуције фербоцни је помало замршена — многи извори сматрају да их је популаризовао енглески изумитељ по имену Харви Кенеди, за којег се тврди да је зарадио 2,5 милиона долара од модерних пертли током 1790-их”.
Данас се прозирне пластичне фербоцне на крајеве пертли постављају посебним машинама. Машине обмотају пластичну траку око крајева нових пертли и користе топлоту или хемикалије да би растопили пластику и везали је за пертлу.
Компаније које производе обућу данас често производе властите пертле за које саме праве фербоцне. Многе компаније преферирају металне фербоцне уместо пластичних, углавном због боље издржљивости. Неке компаније додају и логотипе или слике на фербоцне.